# Йозеф Вагнер (гауляйтер)
Йозеф Вагнер (нім. Josef Wagner; 12 січня 1899, Альгрінген — 22 квітня або 2 травня 1945, Берлін) — нацистський партійний діяч, гауляйтер Південної Вестфалії і Сілезії, пізніше виключений з партії і страчений.

## Біографія
Народився в сім'ї гірника Ніколауса Вагнера, католика. З літа 1913 року відвідував семінар для вчителів у Віттліху. З червня 1917 року служив солдатом на Західному фронті, пораненим потрапив до французького полону. Втікши з полону, в 1919 році через Швейцарію повернувся додому. Завершив освіту за спеціальністю шкільного вчителя і став працювати спочатку фінансовим радником у Фульді, а з 1921 року — в компанії «Bochumer Verein».
З 1922 року був учасником нацистського руху. У 1923 році заснував місцеву групу нацистської партії в Бохумі. Після заборони партії в результаті провалу Пивного путчу Вагнер став окружним керівником Національно-соціального блоку у Вестфалії і Рурській області, а після відновлення нацистської партії в 1925 році він відновив діяльність у її лавах. У 1927 році, після ряду випадкових робіт, він на короткий час був призначений учителем, однак в тому ж році звільнений як «порушник конституції». У 1927 році призначений окружним партійним керівником в Бохумі. З 1928 року — гауляйтер Вестфалії. Після розділу гау з 1931 року став гауляйтером Південної Вестфалії зі штаб-квартирою в Бохумі. У 1928—1930 роках Вагнер був одним із двох перших депутатів рейхстагу від НСДАП у Берліні.
У 1930 році заснував щотижневу нацистську газету «Вестфальська варта» (нім. Westfalenwacht), в 1931 році — щоденну газету «Червона земля» (нім. Rote Erde), а в 1932 році — Вищу школу політики НСДАП Південної Вестфалії в Бохумі, першим керівником якої він став.
У 1933 році Вагнер став державним радником Пруссії. З 1935 року — також гауляйтер Сілезії. Прагнучи розчистити місце для своїх ставлеників, розгорнув активні репресії проти чільних членів СА, які пережили «ніч довгих ножів» — таких як Пауль Гіслер (майбутній гауляйтер), Гельмут Брюкнер (колишній гауляйтер Сілезії) та інші. В результаті Вагнер лише завів собі впливових ворогів, які відіграли роль в його майбутньому падінні.
З 1935 року Вагнер обіймав посаду обер-президента Верхньої Сілезії, а після злиття її з Нижньою Сілезією в 1938 році — обер-президента Сілезії. Також з 29 жовтня 1936 року обіймав посаду імперського комісара ціноутворення, а з 1 вересня 1939 року — імперського комісара оборони Сілезії (округ VIII).
Далекосяжні амбіції Вагнера об'єднали проти нього таких впливових політиків, як Мартін Борман, Генріх Гіммлер і Йозеф Геббельс. Одночасно проти нього інтригували його заступник по Сілезії Фріц Брахт і місцевий глава СС і поліції Удо фон Войрш. Вагнеру приписували політику захисту поляків, пов'язану з його католицизмом. Нарешті, в листопаді 1941 року змовникам вдалося перехопити лист дружини Вагнера до дочки, який був витлумачений як «прокатоличний». У листі вона висловлювалася проти шлюбу доньки з нерелігійним офіцером СС. Лист було передано Адольфу Гітлеру особисто в руки. 9 листопада 1941 року Гітлер позбавив Вагнера всіх посад, а вже в жовтні 1942 року його виключили з НСДАП. Його наступником на посту гауляйтера став Фріц Брахт.
Після усунення з посад Вагнер вів тихе непомітне приватне життя в Бохумі. З осені 1943 року Вагнер знаходився під наглядом гестапо. Після замаху на Гітлера 20 липня 1944 року він був заарештований гестапо і поміщений в центральну в'язницю гестапо в Берліні. Страчений за наказом Гітлера в останні дні війни імовірно між 22 квітня і 2 травня 1945 року.

## Нагороди
- Нагрудний знак «За поранення» в чорному
- Почесний хрест ветерана війни з мечами
- Золотий партійний знак НСДАП
- Медаль «За вислугу років у НСДАП» в бронзі, сріблі та золоті (25 років)